# Adriano (football, 1974)
Pour les articles homonymes, voir Adriano.
Adriano Gerlin da Silva, plus communément appelé Adriano, est un footballeur brésilien né le 20 septembre 1974. Il évoluait au poste d'attaquant.

## Biographie
Adriano participe à la Coupe du monde des moins de 17 ans 1991 puis à la Coupe du monde des moins de 20 ans 1993 avec le Brésil.

## Palmarès
- Vainqueur de la Coupe du monde des moins de 20 ans 1993 avec l'équipe du Brésil

## Distinctions individuelles
- Ballon d'or de la Coupe du monde de football des moins de 20 ans 1993